# 徳島外国語短期大学
徳島外国語短期大学（とくしまがいこくごたんきだいがく）は、徳島県徳島市庄町2－63において1951年に設置計画があったが開校しなかった日本の私立短期大学である。詳細は後述。

## 概要
- 徳島県徳島市に設置する予定のあった日本の私立短期大学で、計画元は徳島外国語高等学校[注釈 3]を母体として、1950年10月に翌年の開学を目指すべく、文部省（当時）に設置認可の申請を行っていたが不認可となり、設立を断念した[注 3]。

## 学科
- 英米語学科[注釈 2]
  - 第一部[注釈 2]
  - 第二部[注釈 2]